# Línea VAC-208 (Largo recorrido)
La línea VAC-208 une la estación subterránea del Intercambiador de Avenida de América en Madrid con Logroño y Pamplona, pasando por Burgos pero sin parada.

## Características
Esta línea une Madrid con Logroño y Pamplona en aproximadamente 5 horas y 15 minutos a través de la A-1.
La empresa operadora se trata de PLM Autocares (oficialmente Autobuses Pamplona-Logroño-Madrid S.L.) es una iniciativa empresarial formada al 50% por la riojana Autobuses Jiménez y la navarra La Estellesa. Desde el 30 de diciembre de 2008, y por un periodo de 25 años, PLM es la empresa adjudicataria del servicio de autobuses entre Pamplona y Madrid por Logroño y Burgos, con prolongación a la frontera francesa de Arnegui.
El servicio de la empresa comenzó el 21 de enero de 2009, tras 30 años de problemas judiciales, debido a la incompatibilidad de esta concesión con las de ALSA: Logroño - Soria - Madrid, con hijuelas (VAC-022) y Pamplona - Soria (NAV-001 a través de su filial Conda) (con conexión, mediante transbordo, a Madrid).
El nombre de la concesión puede llevar a confusión, debido a que a pesar de incluir a Burgos en la nomenclatura, no se realiza parada en dicha población. Los enlaces entre Madrid y Burgos, Burgos y Logroño, Burgos y Pamplona, están cubiertos por las concesiones VAC-046, VAC-157, VAC-159 o VAC-235.
El trayecto principal de la línea realiza exclusivamente paradas en Madrid, Logroño y Pamplona, existiendo servicios sin parada intermedia, por pueblos entre ambas ciudades, por Haro, con prolongaciones al Aeropuerto de Madrid o el trayecto reducido entre Pamplona y Pecocheta.

## Rutas
Existen distintas rutas que abarcan otras poblaciones. A menudo se suele añadir al nombre de la concesión el apéndice "con hijuelas" refiriéndose algunos recorridos que abarcan distintas poblaciones de sus extremos.
| Número | Itinerario                                          |
| Ruta 1 | Madrid - Pamplona                                   |
| Ruta 2 | Madrid - Pamplona (Directo por AP-1 y AP-15)        |
| Ruta 3 | Madrid - Logroño - Pamplona                         |
| Ruta 4 | Pamplona - Frontera francesa de Arnegui (Pecocheta) |
| Ruta 5 | Madrid - Logroño - Pamplona (por Haro)              |
| Ruta 6 | Madrid (Aeropuerto) - Logroño - Pamplona            |

## Servicios
Inicialmente desarrollaba los siguientes servicios:
- Directo Pamplona-Madrid por AP-15 - A-10 - A-1 - AP-1 - A-1.
- Pamplona-Logroño-Madrid por A-12 - AP-68 - N-126 - N-232 - AP-1 - A-1.
- Pamplona-Logroño-Madrid por A-12 - N-120 - A-1 (con paradas en Puente la Reina, Estella, Los Arcos, Viana, Nájera, Santo Domingo de la Calzada, Belorado, e Ibeas de Juarros).
- Prolongación a Arnéguy por N-135 (dos veces por semana).

- Conexión con la Estación Sur de Autobuses para rutas a Jaén.

En abril de 2012 comienza a ofrecer un servicio combinado junto al grupo Samar para ofertar viajes a Jaén. El autobús que sale de Pamplona a las 7 de la mañana continúa en Madrid su recorrido ofreciendo una última parada en la Estación Sur de autobuses, donde se transborda al servicio Madrid-Jaén.
- Pamplona-Logroño-Haro-Madrid por A-12 - AP-68 - LR-111 - N-126 - N-232 - AP-1 - A-1.

En septiembre de 2012, tras una modificación en la concesión administrativa fruto de reclamaciones ciudadanas, se ponía en funcionamiento un servicio semidirecto con paradas en Logroño y Haro. El servicio comenzó realizándose viernes y domingos por la tarde, en ambos sentidos. Desde mediados de 2014, pasa a realizarse un servicio diario por sentido.
- Extensión al Aeropuerto de Madrid-Barajas.

Desde noviembre de 2014, el servicio que sale de Pamplona a las 6:00 horas extiende su recorrido al Aeropuerto de Madrid-Barajas, después de la parada en el Intercambiador de Avenida de América, llegando media hora después al mismo. Además, el servicio con salida a las 13:00 horas del Intercambiador de Avenida de América, comienza a las 12:15 en el aeropuerto. Estos viajes se hacen previa reserva.

## Paradas
Las principales paradas de la línea son:
- Estación de autobuses de Pamplona: Taquilla en la Planta -2 de la estación situada junto al vestíbulo de espera en el inicio de la zona comercial. Está en la calle Yanguas y Miranda n.º 2. Utiliza los andenes 17-18-19-20 de la dársena principal en la Planta -2
- Estación de autobuses de Logroño: Taquilla compartida con Autobuses Jiménez, zona derecha del vestíbulo junto al acceso de la calle Avenida de España 1. Utiliza las dársenas 5D, 6D, 7D, 8D o 9D según horario y disponibilidad para el acceso de viajeros. Para el descenso de viajeros utiliza las dársenas I1, I2, o I3.
- Madrid:
  - Intercambiador de Avenida de América. Taquilla junto al acceso a las dársenas de largo recorrido en la planta -1 del intercambiador. Calle Avenida de América n.º 9. Utiliza la dársena 27, situada en un extremo de la nave.
  - Estación Sur de Autobuses. No existe taquilla. Los autobuses realizan la parada en la planta -2 del intercambiador.

Otras paradas:
- Puente la Reina. No existe taquilla. Parada del Paseo de Los Fueros.
- Estella. Taquilla en el interior de la Estación de autobuses. Plaza de La Coronación.
- Los Arcos. No existe taquilla. Parada en la carretera de Pamplona frente al Hotel Mónaco.
- Viana. No existe taquilla. Apeadero de la calle La Solana.
- Haro. No existe taquilla. Utiliza la dársena exterior situada en la Plaza de Castañares de Rioja, 4. Sólo viernes y domingo.
- Nájera. No existe taquilla. Apeadero del Paseo de San Julián.
- Santo Domingo de la Calzada. No existe taquilla. Apeadero de la Plaza de San Jerónimo Hermosilla.
- Belorado. No existe taquilla. Parada de la N-120, junto a la gasolinera.
- Ibeas de Juarros. No existe taquilla. Marquesina de la N-120.
- Aeropuerto de Madrid-Barajas. No existe taquilla. Dársena para autobuses de Largo Recorrido: Terminal 4, planta 0, área de llegadas.

## Flota
Inicialmente la flota contaba con 9 vehículos Setra de 12 metros de longitud y 42 plazas cada uno, adquiridos para poner en marcha la línea; reforzados en algunas ocasiones con vehículos de diversa composición de Autobuses Jiménez desde Logroño. En 2012 la empresa comenzó la renovación de varios vehículos de la flota y cambió la imagen corporativa externa de los mismos. Además fue incorporando paulatinamente 5 nuevos autobuses de 15 metros y 54 plazas. Algunos de esos autobuses fueron sustituidos por nuevos Setra modelo S 419 GT HD retirándose los anteriores para las líneas interurbanas de Autobuses Jiménez
Todos los autobuses están fabricados por Setra y están equipados con motores ecológicos diésel Mercedes Benz. Tienen rampa de acceso para personas con movilidad reducida, espacio y anclajes para silla de ruedas, bandejas individuales, cinturón de seguridad, baño, y 2 pantallas de DVD. En sus inicios el servicio de sonido disponía de hasta 8 canales de audio según los autobuses. Ofreciendo emisión de radio en el canal 1; película en el canal 3; selección musical de éxitos populares en el canal 5 y selección musical actual en el canal 7. Los nuevos autobuses de la flota cuentan con un sistema de sonido mejorado, con un total de 5 canales de audio, ofreciéndose radio, cine y un hilo musical comercial actual.
En la concesión del servicio se obligaba a renovar la flota manteniendo una media de edad máxima de 3 años, por lo que desde primavera de 2015 los autobuses más pequeños de la flota, de 42 plazas, se han sustituido por nuevos autobuses de lujo Setra modelo S 519 HD y capacidad para hasta 60 personas. Son 9 nuevos vehículos en total dotados, por obligación en la concesión, de baño y acceso, espacio y anclaje para PMR, aparte de todos los equipamientos referidos anteriormente.

## Viajeros
| Año  | N.º de pasajeros | Dif.Anterior | Recaudación total |
| ---- | ---------------- | ------------ | ----------------- |
| 2010 | 152.496          | Sin cambios  | -                 |
| 2011 | 168.051          | 10,2%        | -                 |
| 2012 | 187.326          | 11,47%       | -                 |
| 2013 | 184.975          | -1,26%       | 3.188.912,72      |
| 2014 | 180.974          | -2,16%       | 3.086.358,53      |
| 2015 | 180.756          | -0,12%       | 3.035.181,2       |
| 2016 | 181.769          | 0,56%        | 3.049.391,85      |
| 2017 | 182.456          | 0,38%        | 3.050.581,35      |
| 2018 | 190.075          | 4,18%        | 3.197.580,04      |
| 2019 | 197.727          | 4,03%        | 3.340.726,16      |